# Bélaia Tàiejka
Bélaia Tàiejka (en rus: Белая Таежка) és un poble del krai de Krasnoiarsk, a Rússia, segons el cens del 2010 tenia 6 habitants. Pertany al districte municipal d'Àban.